# وین ون ویت
وین ون ویت (انگلیسی: Nguyễn Văn Việt؛ زادهٔ ۱۲ ژوئیهٔ ۲۰۰۲) بازیکن فوتبال اهل ویتنام است.
وی همچنین در تیم‌های ملی فوتبال زیر ۲۳ سال ویتنام و ویتنام بازی کرده‌است.